# Epicadus pallidus
Epicadus pallidus är en spindelart som beskrevs av Cândido Firmino de Mello-Leitão 1929. 
Epicadus pallidus ingår i släktet Epicadus och familjen krabbspindlar. Inga underarter finns listade i Catalogue of Life.